# Eucriotettix aequalis
Eucriotettix aequalis är en insektsart som först beskrevs av Hancock, J.L. 1912.  Eucriotettix aequalis ingår i släktet Eucriotettix och familjen torngräshoppor. Inga underarter finns listade i Catalogue of Life.